# 303 TCN
303 TCN là một năm trong lịch La Mã.